# Богословский, Михаил Измайлович
Богословский Михаил Измайлович (1807—1884) — профессор богословия, духовный писатель; Главный священник армии и флотов; протопресвитер большого Успенского собора.

## Биография
Михаил Богословский родился 28 октября (9 ноября) 1807 года в семье пономаря владимирской Богословской церкви. При поступлении во Владимирское духовное училище получил фамилию Богословский. В 1822—1827 годах учился во Владимирской духовной семинарии и в 1827 году был направлен в Санкт-Петербургскую духовную академию, которую окончил со степенью магистра богословия в 1831 года лучшим по успеваемости студентом на курсе. Оставлен в академии бакалавром греческого языка и преподавал до 1840 года. В это же время он начал литературную деятельность: его переводы с греческого без подписи помещались в «Христианском чтении».
В 1833 году женился на Вещезоровой Софии Тимофеевне — дочери петербургского кафедрального протоиерея (имел двух сыновей и четырёх дочерей). В этом же году был определён митрополитом Серафимом священником к Благовещенской Василеостровской церкви.
В 1835 году при основании училища правоведения, попечитель училища принц Пётр Георгиевич Ольденбургский пригласил Богословского руководить религиозным и нравственным направлением, поручив ему, кроме обязанностей священника в училищной Екатерининской церкви и преподавания Закона Божия, с 1836 года — чтение лекций по логике и психологии. В своих воспоминаниях выпускники училища К. К Арсеньев и И. А. Тютчев дали высокую оценку личности Богословского:

Это был человек большого ума и твердого характера, импонировавший не только нам, но и начальству училища. Его влияние на нас было велико уже потому, что ничем не уравновешивалось и не перевешивалось; он был (1849—1855) единственный их всех наставников и воспитателей, старавшийся узнать каждого из нас и до известной степени в этом успевавший. В его преподавании было много схоластического: он любил, чтобы ему отвечали буквально по его запискам, не вдавался в подробные объяснения — но все-таки заставлял нас думать, будил наше сознание и совесть. Его не столько любили, сколько боялись; но эта боязнь была смешана с искренним уважением, чего нельзя сказать о страхе, который мы чувствовали пред многими другими. У него были и крупные недостатки, напр. властолюбие, вспыльчивость…

Воспитанники боялись Богословского и были убеждены, что и само начальство, не исключая и принца, его побаивается; по их мнению, в совете училища Богословский играл, так сказать, первую скрипку… Во всяком случае, личность Богословского, очень замечательная, представляла много загадочного…

В 1839 году по определению Святейшего Синода назначен действительным членом конференции Санкт-Петербургской духовной академии и состоял в этом звании 20 лет, и членом совещательного комитета по изысканию средств для обеспечения содержания сельского духовенства. В 1840 году он стал преподавать в академии богословские науки, а в 1842 году оставил преподавание в академии, оставшись членом конференции.
В 1844 году был возведён в сан протоиерея. В 1853—1856 годах он был членом Санкт-Петербургского комитета духовной цензуры.
В 1856 году стал заслуженным профессором училища правоведения и преподавал в нём до 28 июня 1865 года, когда Высочайшим повелением императора Александра II был назначен Главным священником армии и флота. Среди его учеников в училище — Пётр Ильич Чайковский, отмечавший изысканность одежды преподавателя.
Ещё в 1858 году он был удостоен учёной степени доктора богословия за двухтомный труд по истории Ветхого и Нового Завета, а в 1859 году был приглашён преподавать Закон Божий детям великого князя Константина Николаевича: великому князю Николаю Константиновичу и великой княжне Ольге Константиновне, с которыми и занимался до 1861 года.
В 1868 году награждён митрой и палицей, а в 1869 году — орденом Святой Анны 1-й степени. В 1870 году, по случаю исполнившегося совершеннолетия вел. князя Николая Константиновича, Богословский был пожалован золотым наперсным крестом с драгоценными каменьями.
В 1871 году переведён в Москву кафедральным протоиереем Архангельского собора; в 1879 году назначен протопресвитером большого Успенского собора и членом Московской синодальной конторы.
В 1883 году за 50-летнее служение в священном сане он был награждён орденом Святого Владимира 2-й степени.
Скончался после продолжительной болезни 16 (28) января 1884 года в Москве в 2 часа ночи на 77 году жизни. Погребение состоялось 21 января в Санкт-Петербурге на Смоленском кладбище, — рядом с супругой, скончавшейся в 1847 году.

## Главные труды
- «Приготовление к исповеди и благоговейному причащению св. Христовых таин» (СПб., 1853; 7-е изд. — СПб., 1888)
- «Священная история Ветхого и Нового Завета» (1857)
- «Священная история Нового Завета» (1859; Изд. 3-е. — СПб.: В типографии Якова Трея, 1866; 8-е изд. — М., 1896)
- «Об отличительном характере Евангелия св. апостола Иоанна Богослова» (М.: Тип. "Русских ведомостей", 1872); СПб., 1888)
- «О храмах» (М., 1875)

Кроме того, М. И. Богословский принимал близкое участие в переводе книг Святого Писания Ветхого Завета.
Посмертные издания:
- «Курс общего церковного права» (М., 1885);
- «Памятная книжка для христианского отрока» (М., 1885).